# Roumanie aux Jeux olympiques d'hiver de 2006
Cet article contient des informations sur la participation et les résultats de la Roumanie aux Jeux olympiques d'hiver de 2006 à Turin en Italie. La Roumanie était représentée par 25 athlètes.

## Médailles
|          | Médaille d'or | Médaille d'argent | Médaille de bronze | Total |
| -------- | ------------- | ----------------- | ------------------ | ----- |
| Roumanie | 0             | 0                 | 0                  | 0     |

## Épreuves

### Biathlon
- Marian Blaj
- Daniela Cojocea Potlogea
- Mihaela Purdea
- Alexandra Rusu
- Eva Tofalvi

### Bobsleigh
- Levente Bartha
- Ion Dovalciuc
- Adrian Duminicel
- Aurel Iliescu
- Nicolae Istrate
- Gabriel Popa

### Luge
- Cosmin Chetroiu
- Marian Lăzărescu
- Eugen Radu
- Ionuț Țăran

### Patinage artistique
- Gheorghe Chiper
- Roxana Luca

### Patinage de vitesse
- Claudiu Grozea
- Daniela Oltean

### Short-track
- Kătălin Kristo

### Ski Alpin
- Florentin Nicolae

### Ski de fond
- Zsolt Antal
- Camelia Cserenski
- Mihai Găliceanu
- Monika Gyorgy